# G7-Gipfel in La Malbaie 2018
Der G7-Gipfel in La Malbaie war das 44. Gipfeltreffen der Regierungschefs der Gruppe der Sieben. Das Treffen fand unter dem Vorsitz des kanadischen Premierministers Justin Trudeau am 8. und 9. Juni 2018 statt, Veranstaltungsort war das Hotelresort Fairmont Le Manoir Richelieu in der Stadt La Malbaie (Regionalgemeinde Charlevoix-Est) in Québec.
Nach dem Ausschluss Russlands im März 2014 aus der G8 und nach dem konfliktreichen Treffen der Finanzminister ohne gemeinsame Abschlusserklärung im Vorfeld des G7-Gipfels wurden die G7 auch als G6+1 bezeichnet. Trumps Wirtschaftsberater Larry Kudlow behauptete vor dem Treffen, das Welthandelssystem sei ein Chaos (original: „a mess“).

## Themen

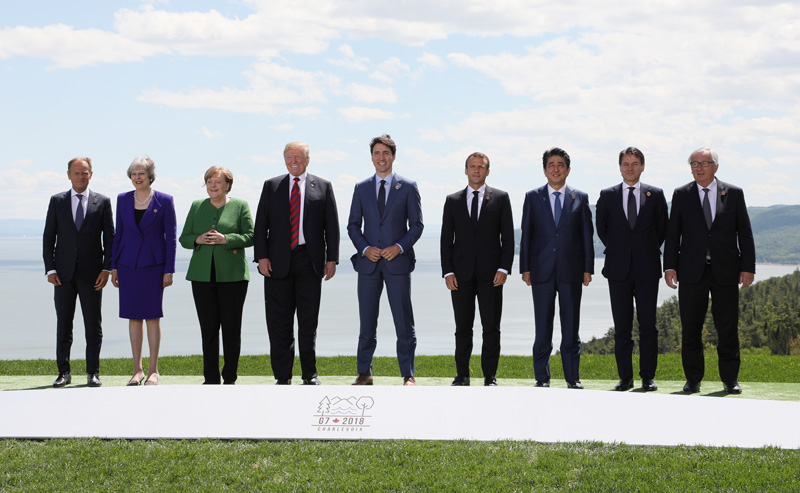
Teilnehmerfoto am 8. Juni

- Abschottungspolitik von Donald Trump mit Strafzöllen oder Handelsbilanzausgleich gegen den Handelsbilanzüberschuss einzelner Staaten im Welthandel mit einem Wachstum für alle?

- Aufforderung an Nordkorea, seine Programme zu Massenvernichtungswaffen und ballistischen Raketen „vollständig, überprüfbar und unumkehrbar“ zu beseitigen

- Gemeinsame Entschlossenheit der Gipfelteilnehmer, dass das iranische Atomprogramm friedlich bleibt, gemäß den internationalen Verpflichtungen und Zusagen, niemals Atomwaffen anzustreben, zu entwickeln oder zu beschaffen sowie die Finanzierung terroristischer Gruppen durch den Iran einzustellen.

- Mehr Frauen in Führungspositionen? (Geschlechtergerechtigkeit) Es wurde ein Beirat für Gleichstellungsfragen (GEAC) einberufen, um die G7 bei der Einbeziehung der Gleichstellung der Geschlechter in ihre Agenda zu unterstützen.[4][5]

- Mehr Plastikmüll auch in den Weltmeeren oder saubere Ozeane mit Meeresschutz und Recycling? (zweiter Gipfeltag). Die USA und Japan waren sich allerdings einig, bis 2030 keine vollständige Wiederverwertbarkeit von Plastik sicherzustellen.[6][7]

## Sonstiges

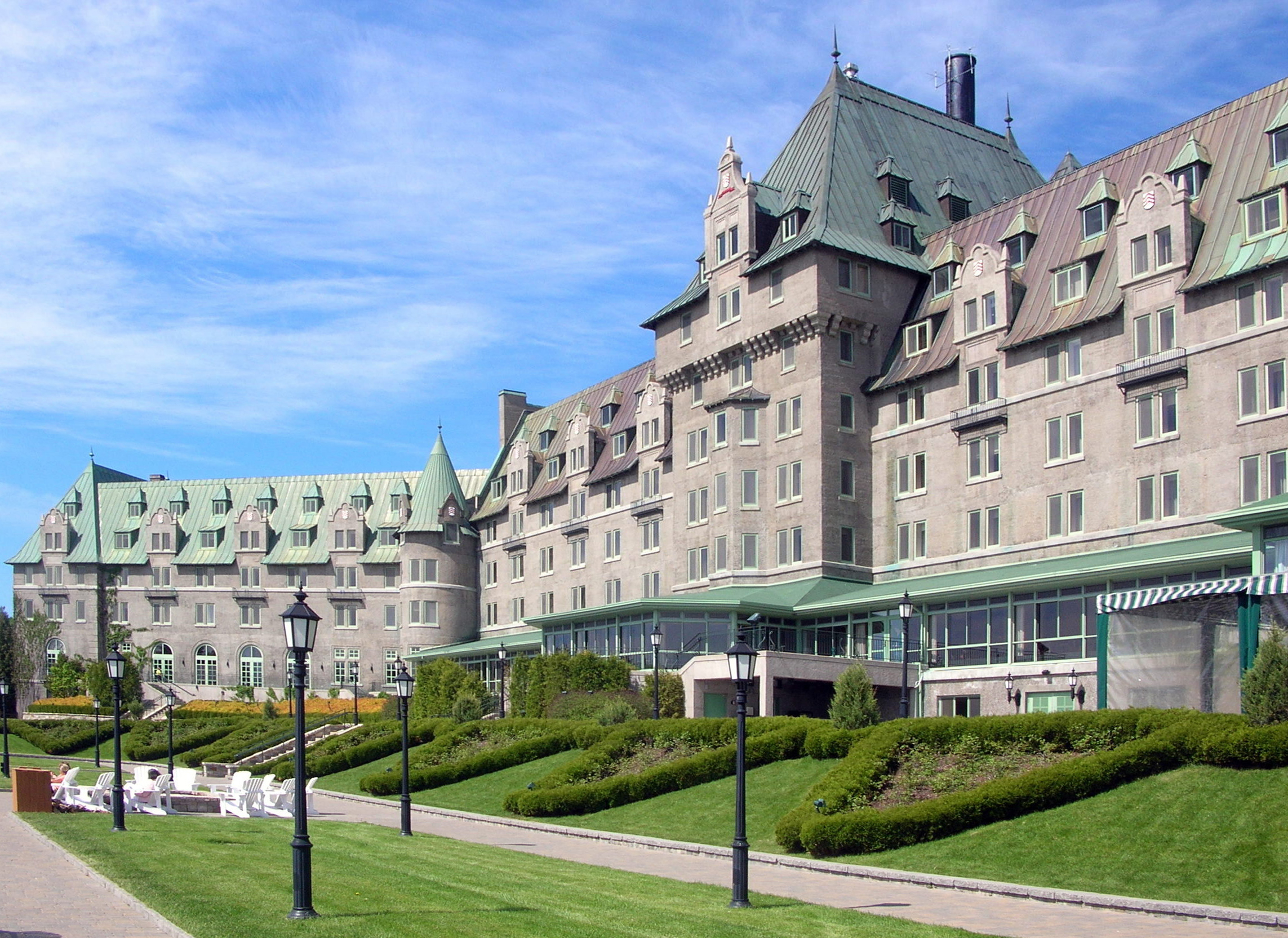
Tagungsort: Fairmont Le Manoir Richelieu

Trump hatte kurz vor dem Gipfel vorgeschlagen, Russland wieder in die Gruppe aufzunehmen (G8 statt G7). Italiens Ministerpräsident Giuseppe Conte schloss sich dem an.
Trump reiste früher als die anderen Teilnehmer ab; er flog von Kanada aus direkt nach Singapur zum Gipfeltreffen mit dem nordkoreanischen Staatsführer Kim Jong-un.
Zuvor sprach er von einem „enorm erfolgreichen Gipfeltreffen“ und gab seinem Verhältnis zu Merkel, Macron und dem Gastgeber Trudeau die Bestnote „zehn“.
Trudeau bezeichnete die gemeinsame Abschlusserklärung der sieben Teilnehmer als „ehrgeizig“ und fügte hinzu, Trump werde „natürlich weiterhin sagen, was er so sagt“. Macron bezeichnete die späte Einwilligung der Amerikaner, das traditionelle Plädoyer gegen Protektionismus zu unterzeichnen, als mögliche Trendwende. Trump werde nach seiner Billigung der G-7-Abschlusserklärung kaum fortfahren können, Schutzzölle zu erheben und Verbündete zu verprellen. Die Europäer hätten in Kanada bewiesen, dass es sich lohne, Trump stark gegenüberzutreten.
Einige Stunden später zog Trump per Twitter seine Zustimmung zur G7-Abschlusserklärung zurück. Er nannte als Grund Trudeaus Pressekonferenz. Trudeau hatte unter anderem geäußert: „Wir Kanadier sind nett, wir sind vernünftig, aber wir lassen uns nicht herumschubsen.“ Trudeau hatte bekräftigt, dass gerade die Amerikaner unter Trumps „illegalen und ungerechtfertigten“ Zöllen auf Stahl und Aluminium zu leiden haben würden. Kanadas Vergeltungszölle würden wie geplant zum 1. Juli in Kraft treten.
Russlands Präsident Wladimir Putin kritisierte die G7-Gruppe scharf und schlug ein baldiges bilaterales Treffen mit US-Präsident Trump vor.

### G7-„Fotoduell“
Ein am 9. Juni 2018 vom Bundespresseamt veröffentlichtes Bild sorgte in der Politik für großes Aufsehen und verbreitete sich schnell in den sozialen Medien. Es wurde zum Symbolbild des Gipfels. Das Foto zeigt Bundeskanzlerin Angela Merkel stehend an einem Tisch, auf dessen Platte sie sich mit beiden Händen stützt. Sie ist umringt von den ebenfalls stehenden anderen Staats- und Regierungschefs. Vor Merkel sitzt Donald Trump mit verschränkten Armen und hochgezogenen Schultern, er sieht an Merkel vorbei. Das offizielle Foto stammt von Jesco Denzel. Er nahm es am zweiten Tag des Gipfels am Rande der offiziellen Tagesordnung auf. Getwittert wurde das Foto von Regierungssprecher Steffen Seibert.
Ein Foto derselben Szene aus anderer Perspektive twitterte Sarah Huckabee Sanders, die Pressesprecherin des Weißen Hauses. Darauf erscheint Trump als im Zentrum des Geschehens sitzend.

## Weblinks

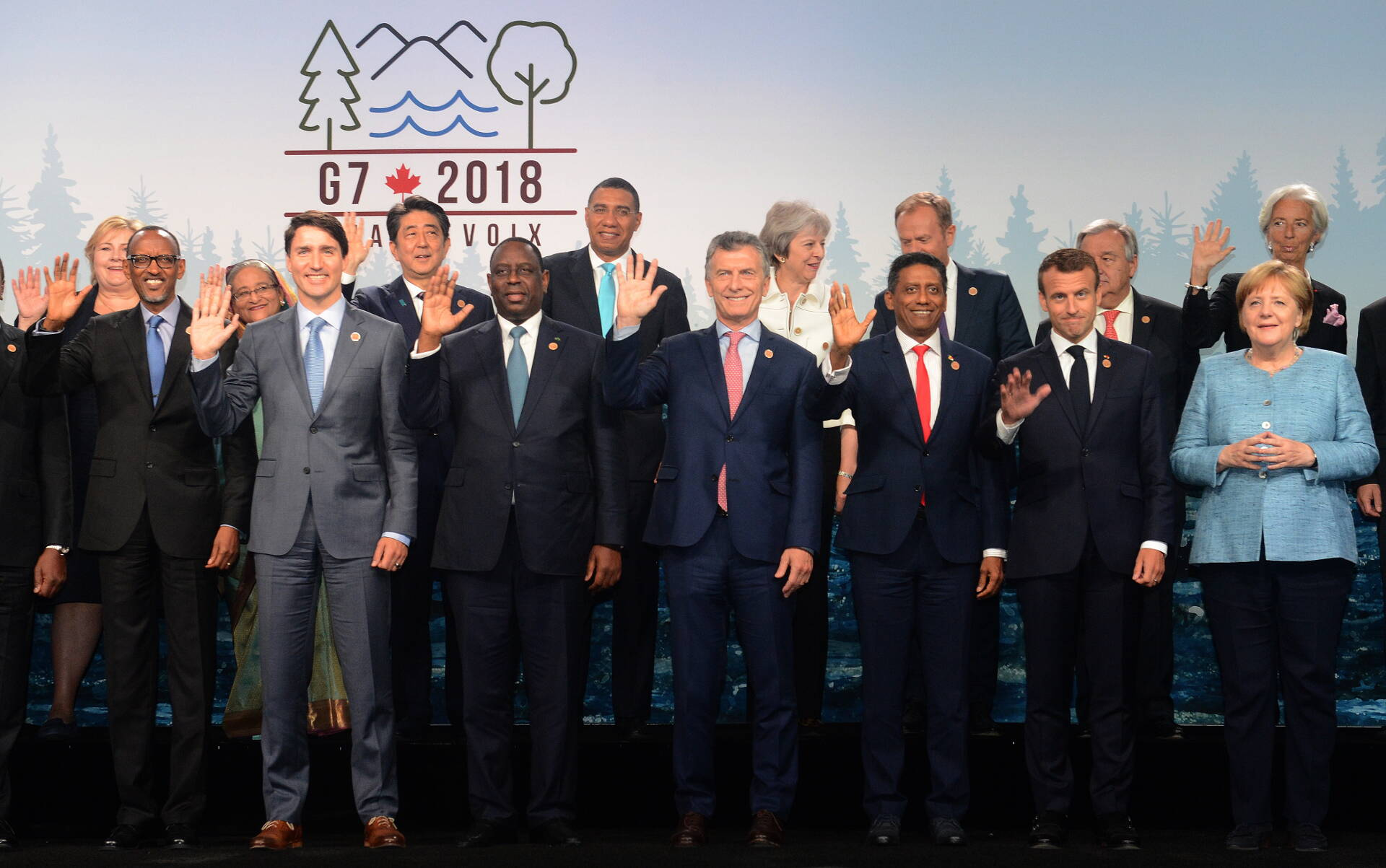
Um einige Gäste erweitertes Gipfelformat am zweiten Tag (hier ohne Trump)